# P14 Jugendtheater

Logo

Das P14 Jugendtheater der Volksbühne am Rosa-Luxemburg-Platz in Berlin-Mitte ist ein Jugendtheater/-club in Berlin. Es wurde nach der ehemaligen Altersbeschränkung für Filme in der DDR benannt.

## Geschichte
Das Jugendtheater entstand 1993, als die Leitung der Volksbühne (Intendant Frank Castorf, Dramaturg Matthias Lilienthal und Bühnenbildner Bert Neumann) Jugendliche aus der Umgebung der Volksbühne aufforderten, ihr Theater doch selbst zu machen. Das Konzept sah vor, dass die jungen Spieler frischen Wind in die Volksbühne bringen. Bei den Proben sollten sie auch mit Anforderungen konfrontiert werden, die unter Umständen wenig Rücksicht auf ihren Laienstatus nehmen – "anarchischen Dilettantismus" statt Sozialpädagogik mit gelegentlichem Scheitern inklusive. Unter dem Namen „P14 im Alleingang“ führten Mitglieder selbst Regie. Mit P14 arbeiteten Ramona Zimmermann, Matthias Kubusch, Bigritte Cuvelier, Bruno Cathomas, Milan Peschel, Andrea Koschwitz.
Im Rahmen von P14 entstand kurze Zeit später die Gruppe "Jugend ohne Gott" unter der Leitung von
Ramona Zimmermann und Matthias Kubusch.
Milan Peschel und die Dramaturgin Andrea Koschwitz übernahmen 1999 die Leitung des Jugendtheaters.
Es folgten einige Alleinganginszenierungen, bis 2001 Sebastian Mauksch die Gesamtleitung des Jugendtheaters übernahm. Sebastian Mauksch hatte die künstlerische Leitung des P14 von 2001 bis 2007 inne. Seit dem Winter 2008 wird P14 von Vanessa Unzalu Troya inspiriert und steht unter ihrer künstlerischen Leitung.

## Konzept
Das Jugendtheater P14 zeichnet sich im Gegensatz zu vergleichbaren Jugendtheatern durch seine individuelle Theatersprache aus, die klassische theaterpädagogische Seite harmonisiert mit einer modernen, politisch-zielgerichteten Sprache. Zentrum des Konzeptes ist es, dass die mitarbeitenden Jugendlichen ihre eigenen Ideen einbringen und eigenverantwortlich verwirklichen. Das P14 Jugendtheater steht dabei nicht nur jugendlichen Darstellern offen, sondern auch jungen Menschen, die hinter den Kulissen in der Bühnentechnik, dem Ton oder im Bereich Dramaturgie arbeiten wollen.

## Inszenierungen
1993
- Mord (Improvisationen)

1993/94
- Jugend ohne Gott (nach Ödön von Horváth)

1994/95
- Stunde der Sterbenden (nach Franz Werfel und Georg Britting)
- Der kleine König, der ein Kind kriegen musste – Clown Theobald – Fußballfee (Märchen von Stefan Heym)
- Die Kellerfalle (von Albert Wendt)

1995/96
- Sei pünktlich!; Der Prinz und das Tier (nach Daniil Charms)
- Weiber! Diktatur ohne Pause?! (nach Aristophanes)

1997/98
- Personenverkehr
- …Für immer und immer

1998/99
- Tausend Tode (Eigenproduktion)

1999/00
- Schlafen – Träumen – Hamlet – P14

2000/01
- Morgen & Lamer (P14 im Alleingang)

2001/02
- Bambi Beat
- 39 Kriegsspiele (P14 im Alleingang)
- Liga II

2002/03
- 10 Jahre P14 (Festakt mit vielen Gästen, Gastspiel und Bands),
- Schwarzbrot weiß (P14 im Alleingang)
- Durch die Wüste
- Teenage Werwolf – Sehnsucht nacht Kunst (Performance & Diskussion)

2003/04
- Rollende Road Schau 2004 in Wedding:
- Tropicana, World Wide Wedding (Livehörspiel)
- Völkerball zum 17. Juni (Sport und Politik-Performance),
- Feuer Wasser Sturm & Wie Fische im Sand (Eigenproduktion von P14 im Alleingang)
- C.O.P.S. (Livehörspiel)
- & Das Transsilvanische Auge (Tanzperformance),
- City upon a hill
- Drei Wünsche für Aschenputtel (Papppuppentheater von P14 im Alleingang)
- Kalter Hund: Closer Orbit Patrol Service (Livehörspiel von P14 im Alleingang)
- Kalter Hund: Ewig jugendlich (Diskussion & Kaffeetrinken)

2004/05
- Reifeprüfung
- Zazie in der Metro (TuSch)
- Plattenspiel (P14 im Alleingang)
- Hildes Heim 2 (P14 im Alleingang)
- Auf den Lippen Schnee (P14 im Alleingang)
- Rollende Road Schau 2005 auf dem Alexanderplatz
- Durch die Wüste (für Karl) reloaded,
- Fritten bigger than life (Aktion)
- Herbst in Bagdad (Performance)
- Superbowl 89 Verlassen sie den Handlungsraum! Ein dokumentarisches Footballspiel
- Partisan Neustadt – 24 Stunden überleben im Theater, Theateraktion in der NEUSTADT mit Theater, Beratungen, Performance und Bands

2005/06
- Kuckuckskinder, Kot und Keile von Johannes Kraak
- Blaubart (TuSch)
- Wir (P14 im Alleingang)
- Replikantenpop (P14 im Alleingang)

2007
- Nichts Süßes und kein Grün
- Die Schule der Dummen

2008
- Nebel
- Spieltrieb
- Clavigo
- das Krippenspiel
- Wer weint, wird erschossen
- La Boum

2009
- Der Foltergarten der Sinnlichkeit – eine Trilogie in vier Teilen nach der Orestie von Aischylos
- Paulina sulla spiaggia

2010
- Der Aufstand vom Rest – drei Kammerspiele im Irgendwo:

1. Müsstest du nicht hinaus ins Leben?, 2. Bitte gehen Sie mir aus dem Licht., 3. Beschissene Umarmungen!
- Eileitende Worte

2011
- Was nagen diese Ratten aus (nach Hauptmann)
- My Feelings For You Have Never Been Real

2012
- Fatzer3D
- Molière's HORNY oder als Don Juan der Liebe einen Klaps auf den Po gab

2013
- Once upon a Time in between Honey and Milk
- Nachts im Radio
- Die Verwandlung

2014
- Das K
- Geld & Liebe: 16 Tonnen
- Der Wohnwagen

2015
- Murderlands
- 23 Pflegekinder rauben Dir den Schlaf!
- Lena & Leonce: Wie der Kosmos das Chaos suchte und nicht fand

2017/2018
- Lolita will nicht sterben[2]
- Betrunken am Highway[3]
- Prolls auf Pferden *there will be noise complaints[4]
- Ich steh schon derbe lang auf dich – Das Wunderland hat eine Kasse[5]

2021
- Zirkuszelt
- I Spit on my Grave
- Moorhuhn Massaker Megamix

2022
- Beim Rausgehen bitte die Tür zumachen
- Die Schlacht um den Regenbogen-Boulevard
- Cleo oder eine kurze, beschwerliche Reise ohne Happy End
- Teatro D’Amore E D’Anarchia
- Red Herrings, Angels and Clones
- Level 143 - Grandmotel Abgrund
- Heute wird kein schöner Tag
- Diebes Füße

2023
- Tex
- Attack on Poyritz / 進撃の自然
- We´re Teens, We´re Cute
- HORROR VACUI - Baby kommst du heut noch an?
- Baby Blue
- Konfuzius Reloaded

2024
- Salmonellen
- Und Dazwischen ein Meer

## Gastspiele/Festivals
- Die Kellerfalle, Theatertreffen der Jugend 1995 Berlin, Gastspiel in Moskau
- Personenverkehr, Bundestreffen der Theaterjugendclubs 1998 in Schauspiel Dresden
- Liga II, Theatertreffen der Jugend 2002 Berlin
- Bambi Beat, Bundestreffen der Theaterjugendclubs 2003 Bremen, Theaterfestival Gera 2003
- 39 Kriegsspiele, Theatertreffen der Jugend 2003 Berlin, Jugendtheaterfestival im Litauen u. Lettland 2003
- City upon a hill, Bundestreffen der Theaterjugendclubs 2004 am Theater Dortmund, Gastspiel am JES Stuttgart 2004, Theaterfestival OKNO in Stettin (Polen) 2005
- Reifeprüfung, Theatertreffen der Jugend 2005
- Kuckuckskinder Kot und Keile, Gastspiel Türkei, 2007
- Die Schule der Dummen, 100° Berlin 2008, Gewinner des Publikumspreises
- Der Foltergarten der Sinnlichkeit – eine Trilogie in vier Teilen, Theatertage am See 2010
- Paulina sulla spiaggia, Theatertreffen der Jugend, 2010 Berlin
- Beschissene Umarmungen, Bundestreffen der Theaterjugendclubs, Leipzig 2010
- Fatzer Teil 1: FLEISCH – ich bin ich, du bist du und es geht schlecht, Theatertreffen der Jugend, Berlin 2012 und Bundestreffen der Theaterjugendclubs, Cottbus 2012